# Aretas de Cesareia
Aretas de Cesareia (em grego: Ἀρέθας; romaniz.: Aréthas; ca.) se tornou arcebispo de Cesareia no início do século X e é reconhecido como um dos mais importantes teólogos da Igreja Ortodoxa.

## Vida e obras
Aretas nasceu em Patras (atualmente na Grécia) e foi um discípulo do patriarca de Constantinopla Fócio. A data mais antiga em que ele certamente estava vivo é 932.
Ele compôs um comentário em grego (escólio) sobre o Apocalipse, no qual ele se utilizou consideravelmente da obra de seu antecessor, André de Cesareia, de Cesareia. Ele foi publicado pela primeira vez em 1535 como um apêndice para as obras de Ecumênio. Foi através do interesse de Aretas na literatura cristã primitiva, herdada talvez de André, que devemos a ele o chamado Codex Aretas, onde estão os textos de quase todos os apologistas cristãos anti-nicenos que chegaram até nossos dias.
Ele também é conhecido como comentarista de Platão e Luciano de Samósata e o famoso manuscrito de Platão (Codex Clarkianus), levado de Patmos para Londres, foi copiado por sua ordem. Outros importantes manuscritos gregos, como Euclides, Aristides e, talvez, Dião Crisóstomo devemos também a ele. Não são poucos os escritos de Aretas, contidos num manuscrito em Moscou, estão à espera de um editor.